# KidsCo
KidsCo foi uma marca de entretenimento infantil internacional fundada pela emissora de televisão canadense Nelvana Corus Entertainment, e uma emissora europeia, a Sparrowhawk Media Group em abril de 2007. No final de 2007, a Sparrowhawk foi comprada pelo conglomerado de mídia NBC Universal, dando assim à empresa sua participação na marca.

## Desenhos
- Medabots
- Sonic, o Ouriço
- Sonic Underground
- Inspector Gadget
- Mary-Kate e Ashley em Ação!
- O Pequeno George
- O Gato Isidoro
- Padrinhos Mágicos
- O Tritão de Ned
- Rupert
- A Bruxinha Sabrina
- 100 Deeds for Eddie McDowd
- Seis Dezesseis
- Angela Anaconda
- Super Mario Brothers
- Madeline
- Shelldon
- My Little Pony: A Amizade é Mágica
- Meus pais são Alienígenas
- Franklin
- O Futuro é Fantástico
- Fat Dog Mendoza
- M.A.S.K.
- Birdz
- Budgie, o Pequeno Helicóptero
- Mano a Mana
- Dennis, o Pimentinha
- Veggietales
- O Conde Patácula
- Agente Zero Zero Rato
- Poochini
- As Aventuras de Super Mario Bros.
- O Mundo de Super Mario

## Lançamento em Portugal
O canal foi lançado em Portugal no primeiro trimestre de 2009 na plataforma IPTV do Clix SmarTV, vodafone e na Cabovisao e foi removido do território nacional a partir de 31 de Dezembro de 2013.